# Max Baumann (Komponist)
Max Baumann (* 20. November 1917 in Kronach, Oberfranken; † 17. Juli 1999 in Berlin) war ein deutscher Komponist, Musikpädagoge, Chorleiter und Dirigent sowie Enkelschüler Max Regers.

## Leben und Wirken

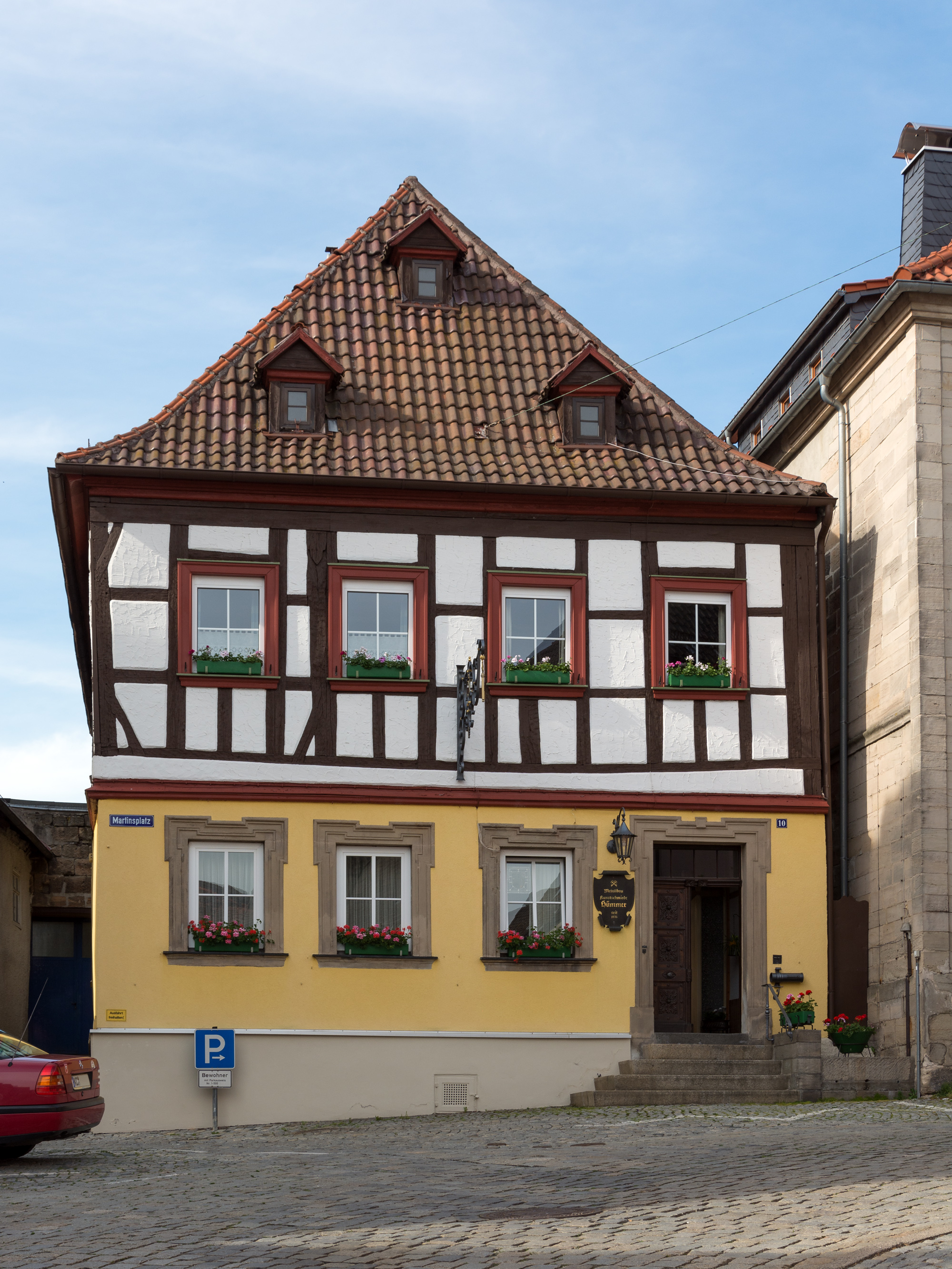
Geburtshaus von Max Baumann, Martinsplatz 10 in Kronach (Foto: 2014)

Max Georg Baumann wurde als Sohn des Musiklehrers Georg Max Baumann (1864–1947) geboren und erhielt seinen ersten Musikunterricht im Elternhaus. Er begann seine weitere musikalische Ausbildung am Görlachschen Musikinstitut in Halle, fortgeführt als Privatstudium bei Otto Dunkelberg in seiner Zeit als Militärmusiker in Passau. Anschließend studierte er in Berlin unter den Bedingungen des Nationalsozialismus an der Hochschule für Musik Dirigieren, Klavier und Posaune sowie Komposition bei dem Hindemith-Schüler Konrad Friedrich Noetel, später bei Boris Blacher.
Von 1947 bis 1949 war er Chordirektor und stellvertretender Kapellmeister an der Oper in Stralsund. Von 1946 bis zu seiner Emeritierung 1978 lehrte Baumann zunächst Klavier, später vor allem Tonsatz an der Berliner Musikhochschule und leitete das Collegium musicum vocale und instrumentale. 1960 wurde er zum Professor berufen.
1955 konvertierte er zum römisch-katholischen Glauben. Es folgte eine lange Reihe von kirchenmusikalischen Werken. Die Begegnung mit dem französischen Organisten Jean Guillou Anfang der 1960er Jahre in Berlin veranlasste Baumann, der bis dahin nicht für die Orgel komponiert hatte, sich mit diesem Instrument auseinanderzusetzen, und er schrieb 1962 Invocation op. 67 Nr. 5, Trois pièces brèves op. 67 Nr. 6 und Psalmi op. 67 Nr. 2. Diese drei Werke wurden am 20. Januar 1963 in einem Konzert in St. Matthias in Berlin-Schöneberg von Jean Guillou uraufgeführt. Auch als Chorleiter trat Baumann in Erscheinung und war nach dem Tod von Karl Forster 1963 interimistischer Leiter des Berliner St.-Hedwig-Kathedralchors. Bis zu seinem Tod lebte er in Berlin.
Baumanns kompositorisches Schaffen umfasst nahezu alle Gattungen der Musik, jedoch nimmt die Orgelmusik und vor allem die geistliche Vokalmusik in seinem Werk einen weiten Raum ein. Letztere reicht vom einfachen gleichstimmigen Lied über Messen und Motetten bis hin zu abendfüllenden Chorwerken wie der Passion op. 63 (1959) oder dem Oratorium Auferstehung op. 94 (1980) nach Texten der Heiligen Schrift und der Liturgie. Wesentlichen Einfluss auf seine geistige Haltung und sein Schaffen nahm seine Freundschaft mit Abt Urbanus Bomm von Maria Laach sowie mit Prälat Johannes Overath.
Max Baumann starb am 17. Juli 1999 im Alter von 81 Jahren in Berlin. Teile seines umfangreichen künstlerischen Nachlass hatte die Musikabteilung der Staatsbibliothek zu Berlin bereits drei Jahre zuvor erworben. Wenige Monate nach seinem Tod gründete sich in Berlin die Max-Baumann-Gesellschaft, die das Werk des Komponisten dauerhaft lebendig halten will. Sie unterstützt geplante Konzertaufführungen und Neudrucke in Musikverlagen, CD-Einspielungen und wissenschaftliche Arbeiten über Baumann. Mitbegründerin und Präsidentin der Gesellschaft ist die Musikwissenschaftlerin und Komponistin Adelheid Geck, die bereits 1992 Mitherausgeberin der Festschrift zur Vollendung von Baumanns 75. Lebensjahr gewesen war.

## Auszeichnungen (Auswahl)
- 1953: Berliner Kunstpreis (seit 1970: Kunstpreis Berlin)
- 1963: Prix Italia, für die Dramatische Kantate Libertas cruciata – das erste stereophone Werk
- 1977: Medaille in Gold „für besondere Verdienste“ vom Landkreis Kronach
- 1977: Goldene Orlando-di-Lasso-Medaille des Allgemeinen Cäcilienverbandes
- 1986: Komtur des Gregoriusordens mit Stern, ernannt durch Papst Johannes Paul II.

## Werke (Auswahl)
- Ankunft des Herrn op. 66 (1959), Adventszyklus für 4–8stimmigen gem. Chor
- Invocation op. 67 Nr. 5 für Orgel
- Trois pièces brèves op. 67 Nr. 6 für Orgel
- Psalmi op. 67 Nr. 2 für Orgel
- Auferstehung op. 94 (1980) für Sopran, Bariton, Bass, Sprecher, Sprecherin, Sprechchor, Chor und großes Orchester
- Change of Scenes op. 83 (1968) für Flöte und Klavier
- Concertino für Blockflöte, Gitarre und Zupforchester op. 38 Nr. 2
- Crucifixus. Stabat-mater-Meditation für Sopran, Chor und Orchester op. 89
- Deutsche Vesper op. 64 (1960) für Sopran, Sprecher ad lib., Chor und Orchester
- Duo op. 62,1 (1958) für Violoncello und Gitarre
- Drei Duos op. 40 (1953) für 2 Violinen
- Drei kleine Klavierstücke op. 35 (um 1954)
- Fünf Gesänge op. 9 (1947) für Bariton und Klavier
- Konzert für Klavier und Orchester op. 36 (1953)
- Konzert für Orgel, Streicher und Pauken op. 70 (1964)
- Libertas cruciata. Dramatische Kantate, op. 71 (1963) für Soli, Sprecher, Sprechchor, Chor und großes Orchester
- Oktett für Streicher, Klarinette, Fagott und Horn op. 72 (1964)
- Orchester-Variationen op. 29 (1951)
- Passion nach Texten der Heiligen Schrift und der Liturgie op. 63 (1959) für Sopran, Bariton, Sprecher, Chor, Sprechchor und Orchester
- Pater noster op. 51 (1955) für gemischten Chor
- Pélleas und Mélisande. Ballett (nach Maurice Maeterlinck) op. 44 (1954)
- Perspektiven I op. 55 (1957) für großes Orchester
- Schutzengel-Messe op. 50 (1955) für gem. Chor (Orgel ad lib.)
- Serenata danzante italiana für Zupforchester
- Sinfonie Nr. 1 op. 14 (1949) - UA: 17. Mai 2024 Hofer Symphoniker, Leitung: Manuel Grund
- Sinfonie Nr. 2 op. 15 (1950)
- Sonate für Violoncello und Klavier op. 8 (1947)
- Sonatine op. 13 (1949) für Violine und Klavier
- Sonatine für Orgel op. 74 (1963)
- Streichquartett Nr. 3 op. 33 (1953)
- Tafelmusik für Zupforchester